# Lampe à bulles
Une lampe à bulles est un dispositif décoratif consistant en un flacon rempli de liquide, chauffé et éclairé par une ampoule à incandescence. En raison du faible point d'ébullition du liquide, la chaleur modeste générée par la lampe provoque l'ébullition et la formation de bulles à la base du flacon, créant ainsi un effet décoratif.

## Description

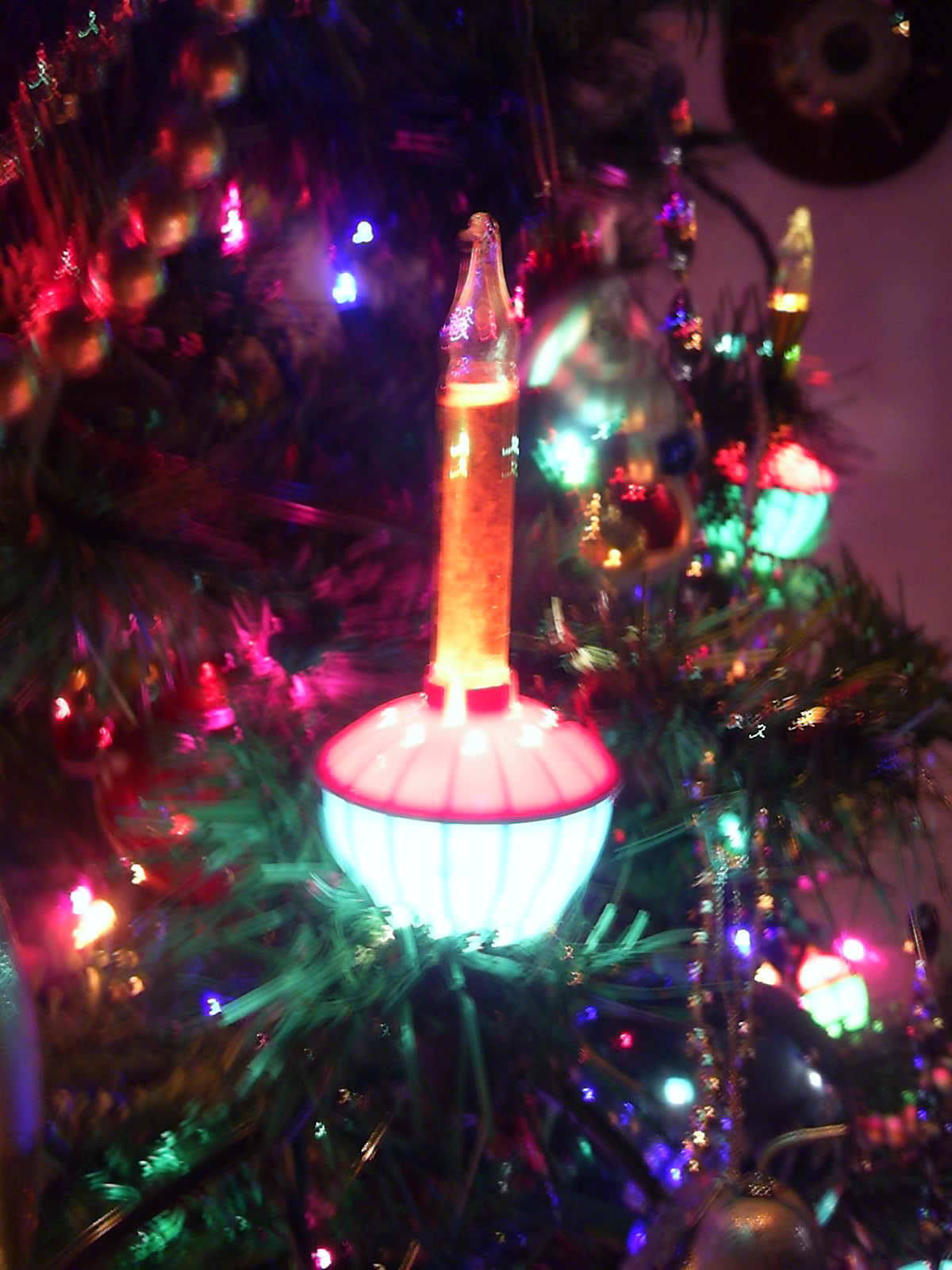
Lampe à bulles à vis

Le liquide est presque toujours du chlorure de méthylène, un solvant toxique et potentiellement cancérigène . On le conserve généralement dans un flacon ou une capsule en verre pour éviter sa libération ; si la lampe se brise, il faut évacuer la zone jusqu'à ce que les vapeurs se soient dissipées. Certaines des premières lampes à bulles utilisaient plutôt une huile légère ou du camphre (une substance blanche utilisée dans certaines boules à mites) pour obtenir un point d'ébullition bas. Dans ces lampes plus anciennes, on peut souvent voir un morceau blanc flottant au sommet du tube, jusqu'à ce que la chaleur de la lampe ne le dissolve et qu'il commence à bouillonner.
La lumière de la lampe illumine les bulles par dessous, les faisant briller. Les lampes à bulles de toutes sortes fonctionnent mieux lorsque le haut du tube est nettement plus froid que le bas, augmentant ainsi le gradient de pression. Les tubes doivent être maintenus à la verticale et il peut être parfois nécessaire de les tapoter ou même de les secouer pour qu'ils commencent à bouillonner après le réchauffement.
Les lampes à bulles ont été fabriquées dans deux tailles de culot de lampe différentes : E10 (C6) 15 volts et E12 (C7). La conception originale utilisait un culot à vis miniature (E10), comme ceux utilisés sur les lampes de Noël en forme de cône C6. Pour une alimentation de 120 V, ces premières conceptions étaient conçues pour fonctionner par huit lampes sur une chaîne, en série, à 15 volts chacune. Cependant, elles étaient souvent emballées avec une guirlande de neuf douilles pour prolonger la durée de vie des ampoules. Les lampes à bulles peuvent également être achetées individuellement pour être utilisées dans des guirlandes lumineuses existantes. Les modèles modernes utilisent soit des ampoules à culot candélabre (E12) de 120 volts, soit des ampoules miniatures à culot enfichable (le plus souvent dix ampoules de 12 volts câblées en série).

Ces dernières années, l'apparence des lampes à bulles est devenue plus élaborée. Des paillettes sont parfois ajoutées dans les tubes pour plus d'éclat, le plus souvent sur des modèles spéciaux comme les veilleuses décoratives. Les bases sont désormais souvent conçues pour ressembler à des personnages tels que des Pères Noël ou des bonhommes de neige, ou à des objets et symboles décoratifs. Comme beaucoup d'autres décorations de Noël, elles ont été converties pour être utilisées pour Halloween, généralement avec un liquide de couleur orange et une base qui ressemble à une citrouille, ou à la tête d'un chat noir ou d'une sorcière.
Les versions plus modernes de lampes à bulles sont fabriqués avec des tiges acryliques ou d'autre plastiques transparents, contenant des bulles permanentes, éclairées par des [LED] de couleur fixe ou variable. Il existe aussi de grandes lampes à bulles à disposer sur une table ou au sol, contenant parfois de faux poissons nageant vers le haut ou le bas en fonction de leur flottabilité. Leur tube est rempli d'eau distillée et dispose dans le bas d'une lampe et de pierres poreuses activées par une pompe à air.

## Histoire
Les lampes à bulles étaient fabriquées par Telsen Electric Company Ltd, à Manchester, en Angleterre, probablement dès la fin des années 1920. Les lampes à bulles pour la décoration de Noël ont été brevetées pour la première fois aux États-Unis par Carl W. Otis en 1944 et introduites en 1946 par NOMA, l'un des plus grands fabricants américains de lumières de Noël. Bien que NOMA soit la plus grande entreprise à fabriquer ces lampes, d'autres fabricants comprenaient Raylite (Paramount/Sterling), Royal Electric Company et Good Lite/Peerless. Les lampes à bulles étaient très populaires comme lampes de Noël des années 1940 aux années 1970, avant que les lampes miniatures « féeriques » ne deviennent populaires.

## Note
- (en) Brevet U.S. 2353063: July 4, 1944
- (en) Brevet U.S. 2031409: February 18, 1936
- (en) Brevet U.S. 2031416: February 18, 1936
- (en) Brevet U.S. 2162897: June 20, 1939
- (en) Brevet U.S. 2174446: September 26, 1939